# مانزاناريس (سيوداد ريال)
بلدية منزنارس (بالإسبانية: Manzanares)‏، هي إحدى بلديات مقاطعة سيوداد ريال إحدى مقاطعات إسبانيا، والتي تقع في منطقة قشتالة والمنشف وسط إسبانيا. يبلغ عدد سكانها 18.791 نسمة وفقاً لإحصائية سنة (2007).